# Jan van Steenbergen
Johannes Hendrik (Jan) van Steenbergen (* 3. června 1970 Hoorn, Nizozemsko) je nizozemský slavista,[zdroj?] novinář, tlumočník a překladatel. Je znám zejména jako tvůrce mezislovanštiny (společně s Vojtěchem Merunkou) a fiktivního jazyka wenedyk. Je považován za jednoho z nejvýznamnějších autorů plánovaných jazyků současnosti.
Narodil se v roce 1970 v Hoornu v nizozemské provincii Severní Holandsko. Po absolvování gymnázia v Alkmaaru studoval slavistiku a muzikologii na Amsterdamské univerzitě a poté na Varšavské univerzitě. Od roku 1997 působí v Nizozemsku jako tlumočník a překladatel z polštiny. V roce 2021 se stal také stranickým tajemníkem Strany práce (PvdA). Van Steenbergen žije v IJmuidenu, je ženatý a má tři děti.

## Dílo

### Mezislovanština
V roce 2006 Van Steenbergen byl jedním z iniciátorů panslovanského jazyka „slovianski“, v roce 2011 přejmenovaného na „medžuslovjansky“ a v roce 2017 spojeného s novoslověnštinou Vojtěcha Merunky do jednoho společného projektu mezislovanštiny. Koordinoval také projekt vytvoření elektronického mezislovanského slovníku. V roce 2022 měla mezislovanština přibližně 20 tis. mluvčích. Mezislovanština je využitá ve filmu Nabarvené ptáče českého režiséra Václava Marhoula, kde představuje záměrně blíže neurčený národ někde ve východní Evropě, kde se odehrává děj filmu.